# إليزابيث بيراتروفيتش

إليزابيث جان بيراتروفيتش (بالإنجليزية: Elizabeth Peratrovich)‏ (4 تموز/يوليو 1911-1 كانون الثاني/ديسمبر 1958)، هي ناشطة مهمة في مجال الحقوق المدنية عملت لتحقيق المساواة لسكان ألاسكا الأصليين. استلمت في أربعينيات القرن الماضي الدعوة القضائية التي اقتضت إقرار قانون مكافحة التمييز في الإقليم لعام 1945، وهو أول قانون لمناهضة التمييز في الولايات المتحدة الأمريكية.

## النشأة والتعليم
وُلدت إليزابيث بيراتروفيتش في 4 تموز/يوليو 1911 في مدينة بطرسبرغ في ألاسكا. توفي والداها في سن مبكرة وتبناها كل من أندرو وماري واناماكر. كان أندرو صياداً ووزيرًا مشيخيًا علمانيًا. نشأت إليزابيث معهم في بطرسبرغ في كلاوك وكيتشيكان في ألاسكا وتخرجت من مدرسة كيتشيكان الثانوية. التحقت بكلية شيلدون جاكسون في سيتكا وكلية التعليم الغربية في بيلينجهام في واشنطن، والتي أصبحت الآن جزءًا من جامعة واشنطن الغربية.

## الزواج والأسرة والحياة في وقت لاحق
تزوجت إليزابيث في 15 كانون الأول/ديسمبر في عام 1931 من روي بيراتروفيتش، وهو عامل في إحدى مصانع المعلبات ذو أصول مختلطة بين قبيلة التلينغليت والصرب. عاش الزوجان في مدينة كلاووك حيث انتُخب روي عمدة لأربع ولايات.
انتقل الزوجان مع أطفالهم إلى جونو بحثًا عن فرص عمل أكبر حيث وجدوا تمييزًا اجتماعيًا وعرقيًا كبيرًا ضد سكان ألاسكا الأصليين. أنجب الزوجان ثلاثة أطفال وهم لوريتا وروي جونيور (الابن) وفرانك.
انتقلت عائلة بيراتروفيتش في وقت لاحق إلى بلدة أنتيجونيش في نوفا سكوتيا في كندا، وأكمل روي دراسته للحصول على شهادة الاقتصاد من جامعة سانت فرانسيس إكزافييه. انتقلوا بعدها إلى مدينة دنفر في كولورادو حيث درس روي في جامعة دنفر. انتقلت العائلة إلى أوكلاهوما في الخمسينيات ثم عادت إلى ألاسكا.
توفيت إليزابيث بيراتروفيتش بسبب السرطان في 1 كانون الأول/ديسمبر 1958، ودُفنت في مقبرة دائمة الخضرة في جونو في ألاسكا إلى جانب زوجها روي.
أصبح روي بيراتروفيتش الابن مهندسًا مدنيًا مشهورًا في ألاسكا. صمم  جسر الإخوان في جونو والذي يحمل الطريق السريع الجليدي فوق نهر مندنهال. شارك في تأسيس شركة بيراتروفيتش نوتينهام ودريج في عام 1979. عمل بعد تقاعده من مهنة الهندسة كفنان في جزيرة بينبريدج بواشنطن.

## قانون مكافحة التمييز
التمست العائلة المزيد من التمييز بينما كانوا يعيشون في جونو في عام 1941، ووجدوا صعوبة في العثور على سكن بالإضافة إلى وجود لافتات تحظر دخول السكان الأصليين إلى المرافق العامة. طلبت العائلة من حاكم الإقليم إرنست جروينينج على حظر الإشارات التي تنادي «بعدم السماح للسكان الأصليين»، وهي لافتات شائعة في الأماكن العامة في تلك المدينة وغيرها. مُنِع قانون مكافحة التمييز من قبل المجلس التشريعي الإقليمي في عام 1943. ضغطت العائلة على المشرّعين في الإقليم ومثلوا منظماتهم في شهادتهم، وذلك باعتبارهم قادة لجماعة الإخوان والأختية الأصليين في ألاسكا.
كانت إليزابيث بيراتروفيتش آخر من يدلي بشهادته قبل أن يصوت مجلس الشيوخ الإقليمي على مشروع القانون في عام 1945، واعتُبِرت شهادتها الحماسية حاسمة حيث قالت: لم أكن أتوقع بأنه يجب علي أن أذكر السادة بخمس آلاف سنة من الحضارة المسجلة وراءهم بقانون الحقوق الخاص بنا بعد المعاملة الوحشية التي تعرضت لها.
صوت مجلس الشيوخ على القرار بنسبة 11-5 لصالح قرار مجلس النواب رقم 14 الذي ينص على «التسهيلات والامتيازات الكاملة والمتساوية لجميع المواطنين في أماكن الإقامة العامة الخاضعة لولاية إقليم ألاسكا لفرض عقوبات على المنتهكين». وقّع الحاكم جروينينج على القانون قبل 20 عامًا تقريبًا من إقرار الكونجرس الأمريكي لقانون الحقوق المدنية لعام 1964. تطلبت قوانين المجلس التشريعي موافقة نهائية من الكونجرس الأمريكي الذي أكده.

قال فران أولمر الذي مثل جونو في مجلس النواب في ألاسكا (والذي أصبح فيما بعد ملازمًا لحاكم ألاسكا) ما يلي حول شهادة بيراتروفيتش في عام 1992:
"تحدثت عن نفسها وعن صديقاتها وأطفالها والمعاملة القاسية التي نقلت سكان ألاسكا الأصليين إلى الدرجة الثانية. ووصفت لمجلس الشيوخ ما يعنيه أن تكون غير قادرًا على شراء منزل في حي لائق لأنه لا يُسمح للسكان الأصليين بالعيش هناك. وصفت كيف يشعر الأطفال عندما يُرفض دخولهم إلى دور السينما، أو يرون لافتات في نوافذ المتاجر تقول" لا يُسمح للكلاب أو السكان الأصليون". 

## تراث وتكريمات
حددت الهيئة التشريعية في ألاسكا يوم 16 شباط/فبراير، وهو اليوم الذي وُقِّع فيه قانون ضد التمييز في عام 1945) باسم «يوم إليزابيث بيراتروفيتش» في 6 شباط/فبراير في عام 1988، وذلك من أجل تكريم مساهماتها على جهودها الشجاعة المتواصلة للقضاء على التمييز وتحقيق المساواة في الحقوق في ألاسكا. تأسست جائزة إليزابيث بيراتروفيتش تكريمًا لها من قبل جمعية ألاسكا الأصلية.
أُعيد تسمية المعرض بي لغرفة مجلس النواب في ألاسكا في مبنى الكابيتول لولاية ألاسكا تقديرًا لها في عام 1992. يعد معرض بيراتروفيتش هو المعرض الوحيد الذي سُميَ لشخص آخر غير المشرّع السابق (سُميَ معرض البيت الآخر باسم وارين تايلور، وسُميَت صالات مجلس الشيوخ باسم عضو مجلس الشيوخ السابق كليف جروه وروبرت اتش زيغلر)، وهو إحدى صالات العرض الأربعة الموجودة في المجلسين المعنيين.
سُميَت إحدى الحدائق في وسط مدينة أنكوراج لإليزابيث وروي بيراتروفيتش في عام 2003، وتشمل الحديقة المحيطة بمجلس مدينة أنكوراج السابق مع مدرج صغير تُقام فيه الحفلات الموسيقية والعروض الأخرى.
عُرِض فيلم وثائقي عن دعوة بيراتروفيتش الرائدة في مجال الحقوق المدنية في 22 تشرين الأول/أكتوبر في مؤتمر اتحاد سكان ألاسكا الأصليين في أنكوراج في عام 2009. سُمي المسرح في مركز بحوث جنوب شرق ألاسكا في مدينة كيتشيكان باسمها تكريماً لها في عام 2017، وكُشِف عن معرض مصاحب يستكشف دورها في النضال من أجل الحقوق المدنية لألاسكا الأصلية. اختيرت من قبل مشروع تاريخ المرأة الوطني كواحدة من المكَرَّمين لشهر تاريخ المرأة في الولايات المتحدة في عام 2018.